# 伊维耶 (埃纳省)
伊维耶（法語：Iviers，法語發音：[ivje]）是法国上法蘭西大區埃纳省的一个市镇，属于韦尔万区。

## 地理
伊维耶（49°47'1"N, 4°8'34"E）面积7.45 平方千米，位于法国上法蘭西大區埃纳省，该省份为法国北部内陆省份，北起北部省，西接索姆省和瓦兹省，东临阿登省和马恩省，西南至塞纳-马恩省，东北部与比利时接壤。
与伊维耶接壤的市镇（或旧市镇、城区）包括：欧邦通、博梅、贝斯蒙、布吕讷阿梅勒、科安、屈里莱西维耶、多伊。

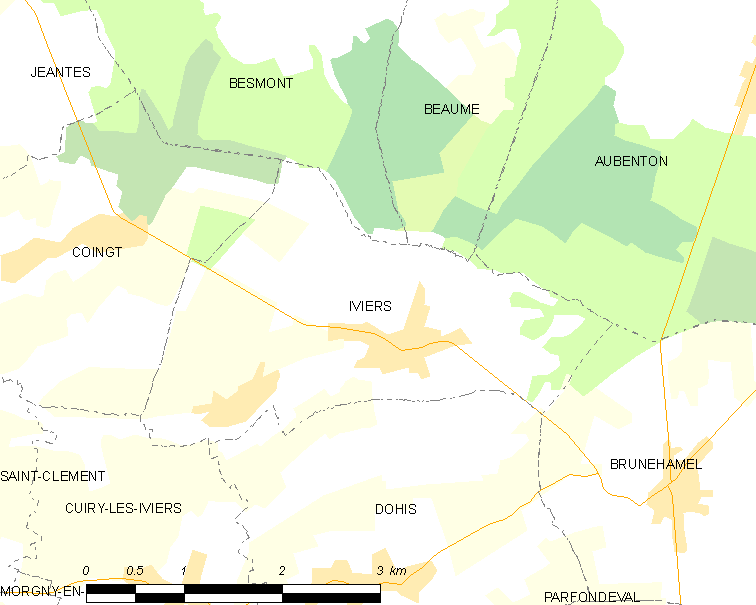
的OSM定位图

伊维耶的时区为UTC+01:00、UTC+02:00（夏令时）。

## 行政
伊维耶的邮政编码为02360，INSEE市镇编码为02388。

## 政治
伊维耶所属的省级选区为伊尔松县。

## 人口

1962-2008年间人口变化图示

伊维耶于2022年1月1日时的人口数量为219人。